# Liste der Kulturdenkmale in Friesen (Reichenbach)
In der Liste der Kulturdenkmale in Friesen sind die Kulturdenkmale des Reichenbacher Ortsteils Friesen verzeichnet, die bis Februar 2020 vom Landesamt für Denkmalpflege Sachsen erfasst wurden (ohne archäologische Kulturdenkmale). Die Anmerkungen sind zu beachten.
Diese Aufzählung ist eine Teilmenge der Liste der Kulturdenkmale in Reichenbach im Vogtland.

## Liste der Kulturdenkmale in Friesen
| Bild                                    | Bezeichnung | Lage                                | Datierung | Beschreibung | ID       |
| --------------------------------------- | --- | ----------------------------------- | --- | --- | -------- |
| Direkt Bild zu diesem Denkmal hochladen | Villa | Gartenstraße 48 (Karte)             | Um 1900 | Baugeschichtliche Bedeutung. Eingeschossig, Mittelrisalit, Quaderung, Polygonsockel, Putzfassade, im oberen Bereich Klinker und Fachwerkelemente, Schwebegiebel und Türmchen. | 09245334 |
| Direkt Bild zu diesem Denkmal hochladen | Wohnhaus (mit originaler Ausstattung), sowie Garten und Einfriedung | Gartenstraße 55 (Karte)             | 1926 | Holzfertigteilhaus, baugeschichtlich von Bedeutung. Einziges Holzfertigteilhaus in dieser Ausführung in Reichenbach, längsrechteckiger Grundriss, eingeschossig mit Kniestock, im Erdgeschoss Fensterläden, mit Ausnahme einer Balkonergänzung im Kniestock keine Veränderungen am äußeren Erscheinungsbild, hervorragender Originalzustand und Erhaltungszustand. Haus wurde auf Hausausstellung in Dresden erworben und 1926 am Ort errichtet. Bedeutende Innenausstattung mit Einbaumöbeln in Küche, Wohnraum, Schlafzimmer und anderen Räumen, originale Deckengestaltungen mit zeittypischer Ornamentik, hervorragende künstlerische Qualität der Inneneinrichtung. Bedeutsam auch, weil es in dieser Region nur hier nachweisbar ist. Gartenanlage angelegt mit Treppenanlage, Teich und historischer Bepflanzung.                                       | 09245336 |
| Direkt Bild zu diesem Denkmal hochladen | Villa (heute Kreiskrankenhaus, Haus 1) | Gartenstraße 57 (Karte)             | Um 1905 | Baugeschichtlicher Wert. Putzfassade, Turm, Schwebegiebel, Fachwerkelemente, Fachwerk-Drempel, unregelmäßiger Grundriss, Wintergarten, Freitreppe. | 09245335 |
| Weitere Bilder                          | Rittergut Friesen (Sachgesamtheit) | Hauptstraße 1, 2, 3a, 4, 6a (Karte) | 19. Jahrhundert | Sachgesamtheit Rittergut Friesen mit folgenden Einzeldenkmalen: teilweise abgebrochenes Schloss (Nr. 6a), Verwalterhaus (Nr. 4), Scheune (Nr. 3a), zwei Wirtschaftsgebäude (Nr. 1 und Nr. 2), Einfriedung des Ritterguts an der Straße und östlich des Ritterguts zwei sich ehemals kreuzende Wege mit teilweise erhaltenen Alleen und Lindenrondell sowie Grabanlage (siehe auch Einzeldenkmal 09245331), außerdem die Gutsgärten als Sachgesamtheitsteil; baugeschichtlich, ortsgeschichtlich und regionalgeschichtlich von Bedeutung. Wegesystem nur teilweise erhalten. Wichtig, weil Bezug zu Gutshof und Grabanlage besteht (Grabanlage am Ende des östlichen Weges). Schloss von Herbert Alexander von Metzsch, Königlich Sächsischer Kammerherr, Oberstleutnant a. D. im Königlich Sächsischem Infanterieregiment 105 (geboren 1868, 1932 verstorben). | 09306909 |
| Weitere Bilder                          | Teilweise abgebrochenes Schloss (Nr. 6a), Verwalterhaus (Nr. 4), Scheune (Nr. 3a), zwei Wirtschaftsgebäude (Nr. 1 und Nr. 2), Einfriedung des Ritterguts an der Straße und östlich des Ritterguts zwei sich ehemals kreuzende Wege mit teilweise erhaltenen Alleen und Lindenrondell sowie Grabanlage (Einzeldenkmale zu ID-Nr. 09306909) | Hauptstraße 1, 2, 3a, 4, 6a (Karte) | Um 1850 (Verwalterhaus); nach 1850 (Fassade Schloss, Kern wesesntlich älter); 2. Hälfte 19. Jahrhundert (Wirtschaftsgebäude und Gutsscheune) | Einzeldenkmale der Sachgesamtheit Rittergut Friesen; baugeschichtlich, ortsgeschichtlich und regionalgeschichtlich von Bedeutung | 09245331 |
| Weitere Bilder                          | Denkmal für die Gefallenen des Ersten Weltkrieges | Hauptstraße 9 (neben) (Karte)       | 1925 | Ortsgeschichtlich von Bedeutung. Schlichte Gestaltung, Eisernes Kreuz in Schrifttafel, Steinobelisk. | 09245338 |
| Direkt Bild zu diesem Denkmal hochladen | Ehemalige Schmiede | Hauptstraße 15a (Karte)             | 2. Hälfte 19. Jahrhundert | Baugeschichtlich, ortsgeschichtlich und technikgeschichtlich von Bedeutung. Fachwerk-Obergeschoss verbrettert, Wetterschrägen, Erdgeschoss massiv, komplett erhaltener Schauer der ehemaligen Schmiede, Krüppelwalmdach, sehr guter Originalzustand, Straßenansicht komplett erhalten. Schauer der Schmieden nur in Einzelbeispielen erhalten geblieben sowie Bohlenbelag unter Schauer. Lage neben Gasthof in Straßenkreuzung ergibt Bedeutung für Ortsbild. | 09245339 |
|                                         | Gasthof Friesental | Hauptstraße 16 (Karte)              | Um 1850 | Ortsgeschichtlicher und städtebaulicher Wert. Fachwerk-Obergeschoss verputzt, Erdgeschoss massiv mit originalem Türportal, Fenster im Erdgeschoss mit Korbbögen im Inneren überwölbt, Fenstergewände fehlen vermutlich, Fachwerk in Gliederung komplett erhalten. | 09245340 |
| Direkt Bild zu diesem Denkmal hochladen | Wohnhaus (Umgebinde) und Scheune eines Neubauernhofes | Ruppelteteich 3 (Karte)             | 1949 | Dem Heimatstil verpflichtete Bauten von baugeschichtlicher Bedeutung, das Wohnhaus als Umgebindehaus, in diesem Zustand Seltenheitswert, landschaftstypisches Gebäudeensemble. Der traditionellen, jahrhundertealten Bautradition entsprechende Gebäude. - Wohnhaus: mit erhaltener Blockstube, Umgebinde, Ständer mit aufgeblatteten Kopfstreben, Obergeschoss Fachwerk verbrettert mit Abfasungen zum Abtropfen des Regenwassers, Frackdach, ein Teil des Obergeschosses als Kniestock, die andere Traufseite als Vollgeschoss ausgebildet, Vorlaube, im Obergeschoss als Erker mit Satteldach abgeschlossen - Stallteil massiv mit Werksteinen, dominante Lage, weithin einsehbar, sehr guter Originalzustand und Erhaltungszustand, auch auf Scheune zutreffend                                                                                            | 09245333 |
| Direkt Bild zu diesem Denkmal hochladen | Friedhofskapelle | Waltersdorfer Straße (Karte)        | Um 1930 | Kleiner zeittypischer Putzbau. Schlichter Saalbau mit polygonalem Abschluss, Natursteinsockel, Schichtmauerwerk, große Rundbogentür mit Treppe, schmale Rechteckfenster, ein Fenster mit Bleiglas, schiefergedecktes Walmdach. | 09246636 |
| Direkt Bild zu diesem Denkmal hochladen | Häuslerhaus | Waltersdorfer Straße 1 (Karte)      | 1. Hälfte 19. Jahrhundert | Obergeschoss mit verkleidetem Fachwerk, eines der wenigen original erhaltenen ländlichen Wohn- und Wirtschaftsgebäude des Ortes, baugeschichtlich von Bedeutung. Erdgeschoss massiv mit erhaltenen Tür- und Fenstergewänden, Krüppelwalmdach, Fenster im Erdgeschoss verändert, Gliederung Fachwerk im Wesentlichen erhalten, heute verbrettert. | 09245330 |
| Direkt Bild zu diesem Denkmal hochladen | Scheune, zwei Seitengebäude und Toreinfahrt mit Torpfeilern eines Bauernhofes | Waltersdorfer Straße 2a (Karte)     | Vor 1900 (Scheune und zweites Seitengebäude); um 1900 (erstes Seitengebäude)                                                                 | Wirtschaftsgeschichtliche und regionalhistorische Bedeutung. Wichtig als geschlossener Bauernhof, wie er im Dorf nur noch vereinzelt anzutreffen ist, typische Bebauung. Irrtümlich als Waltersdorfer Straße 2 in der offiziellen Denkmalliste. - erstes Seitengebäude: massiv, an Straße gelegen, flaches Satteldach, Hocheinfahrt, guter Originalzustand - zweites Seitengebäude: Fachwerk-Obergeschoss - Scheune: Fachwerk, Satteldach, mit Seitengebäude verbunden | 09245329 |

## Tabellenlegende
- Bild: Bild des Kulturdenkmals, ggf. zusätzlich mit einem Link zu weiteren Fotos des Kulturdenkmals im Medienarchiv Wikimedia Commons. Wenn man auf das Kamerasymbol klickt, können Fotos zu Kulturdenkmalen aus dieser Liste hochgeladen werden:
- Bezeichnung: Denkmalgeschützte Objekte und ggf. Bauwerksname des Kulturdenkmals
- Lage: Straßenname und Hausnummer oder Flurstücknummer des Kulturdenkmals. Die Grundsortierung der Liste erfolgt nach dieser Adresse. Der Link (Karte) führt zu verschiedenen Kartendiensten mit der Position des Kulturdenkmals. Fehlt dieser Link, wurden die Koordinaten noch nicht eingetragen. Sind diese bekannt, können sie über ein Tool mit einer Kartenansicht einfach nachgetragen werden. In dieser Kartenansicht sind Kulturdenkmale ohne Koordinaten mit einem roten bzw. orangen Marker dargestellt und können durch Verschieben auf die richtige Position in der Karte mit Koordinaten versehen werden. Kulturdenkmale ohne Bild sind an einem blauen bzw. roten Marker erkennbar.
- Datierung: Baubeginn, Fertigstellung, Datum der Erstnennung oder grobe zeitliche Einordnung entsprechend des Eintrags in der sächsischen Denkmaldatenbank
- Beschreibung: Kurzcharakteristik des Kulturdenkmals entsprechend des Eintrags in der sächsischen Denkmaldatenbank, ggf. ergänzt durch die dort nur selten veröffentlichten Erfassungstexte oder zusätzliche Informationen
- ID: Vom Landesamt für Denkmalpflege Sachsen vergebene, das Kulturdenkmal eindeutig identifizierende Objekt-Nummer. Der Link führt zum PDF-Denkmaldokument des Landesamtes für Denkmalpflege Sachsen. Bei ehemaligen Kulturdenkmalen können die Objektnummern unbekannt sein und deshalb fehlen bzw. die Links von aus der Datenbank entfernten Objektnummern ins Leere führen. Ein ggf. vorhandenes Icon  führt zu den Angaben des Kulturdenkmals bei Wikidata.